# Karabinek OC-14 Groza
OC-14 Groza (ОЦ-14 „Гроза” z ros. „burza”) – rosyjski modułowy karabinek automatyczny.

## Historia
OC-14 Groza powstał jako broń modułowa, która może być łatwo dostosowywana do bieżącej sytuacji. W skład systemu wchodzi karabinek automatyczny, granatnik podlufowy, osłona lufy z chwytem przednim, celownik optyczny i tłumik dźwięku. Zespoły te pozwalają uzyskać broń w czterech konfiguracjach:
- OC-14-4A – karabin-granatnik.
- OC-14-4A-01 – karabinek automatyczny z chwytem przednim.
- OC-14-4A-02 – karabinek automatyczny bez chwytu przedniego.
- OC-14-4A-03 – wytłumiony karabinek automatyczny z celownikiem optycznym.

Przy konstruowaniu OC-14 starano się w maksymalny sposób wykorzystać podzespoły już produkowanego subkarabinka AKS-74U. Zmniejszyło to nakłady na rozwój i produkcję tej broni, ale spowodowało także że Groza jest dostosowana do użycia tylko przez strzelców praworęcznych. Zespołem konstrukcyjnym kierowali W. Telesza i J.W. Lebiediew.
Początkowo planowano produkcję wersji kalibru 5,45 × 39 mm, 5,56 × 45 mm, 7,62 × 39 mm i na nabój 9 × 39 mm. Pierwsze trzy miały być bronią przeznaczoną dla wojsk liniowych, czwarta strzelająca ciężkim nabojem 9 mm była przeznaczona dla oddziałów specjalnych. Ostatecznie tylko ta ostatnia wersja jest produkowana seryjnie i znalazła się na uzbrojeniu oddziałów podporządkowanych MWD.
Według planów podstawową konfiguracją miała być OC-14-4A. Opracowano dla niej specjalną wersję granatnika GP-25. Granatnik jest montowany w miejsce zdemontowanej komory spustowej karabinu. Mechanizm spustowy jest w przypadku tej konfiguracji wspólny dla karabinu i granatnika (wyboru broni dokonuje się skrzydełkowym przełącznikiem). Rozwiązanie to okazało się słabym punktem broni. W warunkach bojowych istniało ryzyko przypadkowego oddania strzału z granatnika zamiast z karabinu. Dlatego bardziej popularna stała się konfiguracja OC-14-4A-03.

## Opis konstrukcji
OC-14 Groza jest indywidualną bronią samoczynno-samopowtarzalną zbudowana w układzie bullpup. Zasada działania oparta na wykorzystaniu energii gazów prochowych odprowadzanych przez boczny otwór lufy. Ryglowanie przez obrót zamka w lewo (dwa rygle). Wyciąg sprężynujący w zamku, wyrzutnikiem jest występ komory zamkowej. Mechanizm spustowy umożliwia strzelanie ogniem pojedynczym i seriami. Przełącznik rodzaju ognia połączony z bezpiecznikiem ma postać dźwigni na prawym boku komory zamkowej. Zasilanie z dwurzędowych magazynków łukowych o pojemności 30 naboi (7,62 mm) lub 20 naboi (9 mm). Otwarte przyrządy celownicze składają się z muszki i celownika bębnowego o nastawach od 50, 100, 150 i 400 m (w obrotowej płytce celowniczej umieszczono szczerbinę i przeziernik). Podczas strzelania granatami używany jest mechaniczny celownik ramkowy.